# Дженет (квартал в Кючюкчекмедже)
„Дженет“ (на турски: Cennet) е квартал на Истанбул, разположен в градска околия Кючюкчекмедже. Общата му площ е 0,86 км2. Според данни на Адресната система за регистриране на населението (ABPRS) към 2023 г. населението на „Дженет“ е 29 042 жители.